# Rossana San Juan
Rossana San Juan (Nayarit, 30 de agosto de 1969) é uma atriz mexicana.

## Carreira

### Televisão
| Ano       | Título                            | Papel                            |
| --------- | --------------------------------- | -------------------------------- |
| 2019      | Soñare contigo                    | Isabel Cervantes vda. de Velasco |
| 2014      | Señora Acero                      | Mariana Huerdo de Acero          |
| 2012      | La mujer del vendaval             | Valeria Ferreira Preciado        |
| 2011      | Mi corazón insiste en Lola Volcán | Soledad Volcán                   |
| 2010-2011 | Soy tu dueña                      | Crisanta                         |
| 2009      | Verano de amor                    | Celina                           |
| 2007-2008 | Al diablo con los guapos          | Roxana                           |
| 2007      | Bajo las riendas del amor         | Claudia García                   |
| 2006      | La verdad oculta                  | Yolanda Rey (jovem)              |
| 2005-2006 | Barrera de amor                   | Magdalena                        |
| 2004      | Amy, la niña de la mochila azul   | Soledad                          |
| 2002      | Cómplices al rescate              | Dora Rico                        |
| 2000-2001 | Abrazame muy fuerte               | Raquela Campusano                |
| 1998-1999 | Ángela                            | Susana Chávez                    |
| 1993      | El peñón del Amaranto             | Victória                         |
| 1992-1993 | Maria Mercedes                    | Sofia                            |

### Programas
- Como dice el dicho (2012) - Aurelia
- Big Brother VIP (2005) - Invitada
- Mujer, casos de la vida real (2001-2005)
- Entre vivos y muertos (1994)

### Cinema
- Entre piernas (2010) - Paola
- Maten a los Mendoza (2003)
- Barrio Bravo de Tepito (2001)
- La rubia y la morena (1999)
- Los tres animales (1998)
- Engaño mortal (1998)
- Cacería de judiciales (1997)
- Operación Masacre (1996)
- Secuestro (1995) - Marcia
- Las nieves de enero (1995)
- Furia salvaje: El corrido de Juan Pastor (1995)
- El castrado (1995) - Teniente Azela
- Amigos hasta la muerte (1995)
- Absuelto para matar (1995) - Carla Davila
- 3 comunes y corrientes (1995)
- Bodas negras (1994)
- Sinaloa, tierra de hombres (1994)
- Misa de cuerpo presente (1993)
- La rata maldita (1992)
- Mutantes del año 2000 (1992) - Irina
- Delincuentes de lujo (1992) - Flor
- Descendientes de asesinos (1991) - Elena
- Vieja moralidad (1988) - Criada